# Amilamia
L'Amilamia és un geni de la mitologia basca, originari d'Agurain. Es diu que va viure a la cova de Lezao, a les muntanyes d'Entzia. Tenia els cabells grocs ("com l'or") i era de caràcter honest i generós.
De vegades se la veu pentinant-se els cabells amb una pinta daurada, prenent el pou lateral de la cova com un mirall. Els seus cabells arribaven a terra. Suposadament, cantava en una llengua desconeguda mentre es pentinava i sovint passava tot el dia en aquell taller. Posseïa eines secretes i admirables, com poder extreure farina d'un garbell buit.
Ajudant de la gent pobra, té moltes similituds amb la lamina. En alguns casos l'Amilamia es descriu com un personatge especial a la mitologia basca i en altres les Amilamies es descriuen com un conjunt de personatges.

## La llegenda d'Amilamia
Un dia diversos nois es van reunir a la plaça d'Agurain. Parlant d'això i d'allò, va sortir el relat de la Dama de Lezao. Segons alguns, només eren relats dels ancians, mentre que altres deien que aquesta dama era una amilamia.